# Lasioglossum cristula
Lasioglossum cristula är en biart som först beskrevs av Pérez 1896.  Lasioglossum cristula ingår i släktet smalbin, och familjen vägbin. Inga underarter finns listade i Catalogue of Life.